# Gallinero (Cudillero)
Gallinero (en asturiano: Gallineiru) es una casería española de la parroquia de San Martín de Luiña, perteneciente al municipio de Cudillero, en la comunidad autónoma de Asturias.

## Toponimia
El lugar puede encontrarse referido como Gallinero y Gallineiru.

## Historia
Hacia mediados del siglo XIX, el lugar, ya por entonces perteneciente a la parroquia de San Martín de Luiña del municipio de Cudillero, tenía contabilizada una población de 67 habitantes. Aparece descrito en el octavo volumen del Diccionario geográfico-estadístico-histórico de España y sus posesiones de Ultramar de Pascual Madoz con las siguientes palabras:

GALLINERO: braña en la prov. de Oviedo, ayunt. de Cudillero y felig. de San Martin de Luiña: sit. en la ladera occidental del monte Pascual sobre el r. Uncin. El terreno es flojo y poco fértil. prod.: patatas, escanda, algun maiz y yerbas de pasto. pobl.: 16 vec., 67 alm.
(Madoz, 1847, p. 284)

En 2023, la entidad singular de población de Gallinero tenía empadronados 4 habitantes, todos ellos en diseminado.